# 大山朝常
大山 朝常（おおやま ちょうじょう、1901年（明治34年）12月25日 - 1999年（平成11年）11月24日）は、琉球政府および沖縄県の政治家。1954年に立法院議員に当選。1958年から1974年まで4期16年間にわたりコザ市長を務めた。沖縄社会大衆党の結党メンバーの1人で、沖縄の本土復帰運動のリーダーであった。沖縄戦の後の沖縄の政治、行政に大きな影響を与え、現在の沖縄市の基礎を築いたと評される。晩年、『沖縄独立宣言』 を出版し、「ヤマトは帰るべき祖国ではなかった」として琉球独立を主張した。
琉球列島米国民政府（略称：USCAR）については、「アメリカ民政府」と記述する。また肩書、施設名、その他名称について、当時のもので表記する。

## 経歴

### 生い立ち
1901年（明治34年）に沖縄県中頭郡越来村（現：沖縄市）に次男として生まれる。「朝常」は戸籍に載せる和名で、琉名は「加那覇（愛称：カナーッチー）」であった。

### 学生時代と兵役
1918年（大正7年）、沖縄県立農林学校（現：沖縄県立北部農林高等学校）に入学。1921年（大正10年）に農林学校卒業後、代用教員を務め、沖縄県の選抜をうけて近衛歩兵第3連隊に入営した。しかし、隊内で「お前ら沖縄人は日本人じゃない」と言われるなど差別的ないじめを受け、1年余りで除隊した。
1922年（大正11年）、沖縄に戻り、沖縄県師範学校に入学した。

### 教員時代と沖縄戦
1925年（大正14年）沖縄県師範学校を卒業後、国頭郡の尋常高等小学校の訓導に就いた。その後、いくつかの尋常高等小学校の訓導を務めた後、1941年（昭和16年）に安波国民学校の訓導兼校長となる。1943年には、故郷の越来村青年学校の教諭兼校長となり、沖縄戦と終戦を迎えた。沖縄戦で大山は3人の子供、母と兄を亡くした（後述）。
戦後は、生き残った沖縄人の多くと同様に収容所暮らしから始まった。大山とその家族は、田井等収容所に入り、死体の収容作業、食料配給などに従事した。先輩教員の度重なる要請により教職に復職し、1945年12月に胡差市の室川初頭学校の校長となる。1947年、新設された越来実業高等学校の校長に就任する。

### 立法院議員時代
その後、一貫して教育畑を歩んできたことから、沖縄民政府の文教部視学官に任命された。1950年に沖縄民政府が廃止されると、沖縄群島政府の工務部海運課長に任じられた。
1950年9月の沖縄群島議会議員選挙に立候補する。第4区定員2に対して3位となり落選する。同年、沖縄社会大衆党（以後、「社大党」と表記）の結党に参加する。1954年3月に、第2回立法院議員総選挙へ立候補し、当選を果たす。1956年3月の第3回立法院議員総選挙で再選。しかし、1958年3月、第4回立法院議員総選挙で、折からの民主主義擁護連絡協議会（以後、「民連」と表記）への追い風（民連ブーム）により、平田嗣裕に破れ、落選となった。

### コザ市長時代
1956年、大山の出身地である越来村は人口増加に伴い、市に昇格した。市長は比嘉真市が引き継いだが、1958年9月7日に市政施行後初となる市長選挙が行われた。大山は、「基地依存経済からの脱却・祖国復帰」を掲げて、社大党の公認を受けて市長選挙に立候補した。この選挙では、元越来村長の城間盛善、民主主義擁護連絡協議会の推薦を受けた比嘉恵清が立候補していた。選挙戦では城間盛善から「大山が市長に選ばれたら、米軍はこの市をつぶすだろうし、コザ市は立ち行かなくなる」との攻撃を受けた。しかし、7641票を獲得し、城間盛善の4845票と大差をつけて当選した。
急増するコザ市の人口に対処するため、上下水道の整備、道路整備、市営体育館、野球場、陸上競技場、コザ琉米交流センターの建設など、社会インフラ整備に重点を置いた市政を行った。1962年に、無投票再選を果たす。1966年に、大宜味村の元村長であった大工廻朝盛を破り、3選を果たした。大山は戦後沖縄で初の3選された自治体首長であった。

### コザ暴動
1970年12月、いわゆる「コザ暴動」が発生する。暴動の発端は、コザ市街でアメリカ軍人の起こしたひき逃げ事故をした後、住民の車と追突事故を起こしたことにある。事故現場に駆けつけたアメリカ軍MPに、事故処理に対して不信感を持っていた住民たちが取り囲んだ。これに畏怖したMPが上空に向かって威嚇射撃を行ったため、住民らがイエローナンバーをつけたアメリカ軍やMPの車を放火するに至った。大山は、アメリカ軍のMP急報で消防車に乗り込み現場に駆けつけたが、燃える車に行く手を阻まれ、現場にいた市民に事情を聞くことしかできなかった。
暴動後、アメリカ軍側は基地の兵士たちの外出禁止令「オフ・リミッツ」を出し、また軍作業員の解雇が続いた。これによりコザ市の経済は直接打撃を受け、基地関連の業者やその従業員は窮地に追い込まれた。
大山の掲げていた「基地依存経済からの脱却」は攻撃の対象となり、保守系の議員からは「あの暴動はお前がやらせたのだろう」などと批判された。さらには、大山の掲げていた「基地経済からの脱却」は具体的な成果が出ていないとして退陣要求が出されたり、差出人不明の脅迫状が送りつけられたりした。そして実際に暴漢の襲撃を受けた。
基地関連の業者らは、日本政府や琉球政府に離職者救済のための臨時措置法の制定を要請したが、無視された。大山は商工会議所や基地関連業者に対して、市からAサインの業者への休業見舞金を支払うことを決めた。

#### 合併問題
市域の約63%を米軍基地が占めるコザ市を発展させるために、市域を拡大する他ないと考えた大山は、1961年に琉球政府の市町村合併促進審議会委員となり、合併問題に取り組み始めた。同審議会が最初に示した合併案は、コザ市と美里村、北谷村との一市二村合併であったが、北谷村は合併の意向が全くなかった。このため、コザ市は美里村との合併を模索した。
大山は合併の目的として、以下の三点を示した。
1. 中城港湾の建設と東部海岸の開発
2. 住み良い街作りのための公用地の確保や調和のとれた産業の振興
3. 基地経済からの脱却を図るための市民意識の変革と国際文化観光都市へのイメージチェンジ

合併に向けた話し合いは、本土復帰後の1973年に入ってからであった。一度は、美里村側が合併協議会の設置について拒んだが、大山の説得により6月に入ってから法定の合併協議会が発足した。しかし、市庁舎の位置についてコザ市、美里村ともに自地域を主張し、平行線をたどったため、白紙撤回寸前まで紛糾した。ここで、大山は、将来、新庁舎を建設する場合は美里村地域に配慮すると説得して、合併にこぎつけた。新市名は公募で選ばれた「沖縄市」と決まった。
1974年3月31日、任期満了を待たずに市長を退任した。沖縄市長を選ぶ市長選では沖縄社会大衆党公認候補の町田宗徳の後援会長となり支援した。その結果、町田宗徳は初代沖縄市長として当選した。
しかし、町田宗徳の市政は放漫財政を招き、市民の支持を失っていった。1978年の沖縄市長選で大山は、再選をめざす町田の後援会長就任要請を辞退し、桑江朝幸を支持した。結果、桑江は圧勝し、市長の座についた。

### 国政進出の模索
1977年に沖縄社会大衆党から衆議院への出馬要請があったが固辞した。1978年、参議院へ沖縄の革新政党の統一候補として沖縄社会大衆党から再度出馬要請があり、遅々として進まない中城湾の港湾設備の整備計画の実現のため、一度は要請を受け入れた。しかし、他の革新政党から「大山は保守的体質がある」との理由で革新統一候補に相応しくないと批判され、また革新派の沖縄県知事であった屋良朝苗からの同意が得られなかったため、立候補を見送ることになった。失望した大山は沖縄社会大衆党を離党した。その後、沖縄県社会民主連合を旗揚げし、代表の座についた。

### 晩年
沖縄国際大学の理事などを務める。1997年に『沖縄独立宣言』を出版した。1999年11月24日、死去。

## 本人の回顧

### 戦後直後の教育現場の状況
敗戦直後の教育環境について大山は「学校は校舎や教科書は無く、テントの下に米軍の野戦病院用ベッドに板を貼り付けた机で授業を行った」と回顧している。また教員への俸給はなく、米二合の配給が月給代わりという状況であった。

### 戦後直後の婦女子がおかれた状況

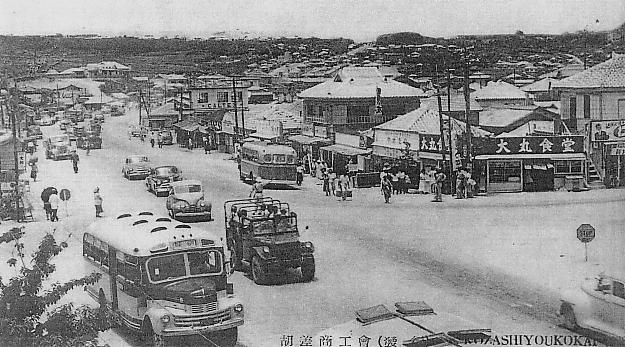
1950年代のコザ十字路

大山の暮らしていたバラックの隣人の家庭では、夫婦に三歳の子供がいたが、夫に仕事がなく、夫人が米兵相手の売春で生計をたてていた。小学校を卒業したばかりの少年が、いわゆる「ポン引き」をして米兵と交渉し元締めへ連れて行くところも目撃した。また同年代の少女たちは米兵のガールフレンドになることに憧れていたとしている。病弱な夫を抱えた女性教師がコザ十字路で米兵相手の売春をしていたことが発覚し、退職してもらった例もあった。

### アメリカ統治下の沖縄

#### 軍用地買い上げ問題
1954年、アイゼンハワー大統領は年頭一般教書演説で「沖縄のアメリカ軍基地を無期限に使用する」と発言した。さらに3月18日、沖縄タイムスが「米軍当局は沖縄で45,000エーカー（約20,000ha）の土地を購入し、3,500家族の住民を八重山に移住させるための資金を獲得するだろう」というワシントン電の情報を報道した。この買い上げ計画に対して琉球政府行政主席であった比嘉秀平は賛意を表明した。一方で、立法院はこの計画に強い反意を示し、後に「軍用地四原則」と呼ばれる軍用地に関する請願決議を4月30日に可決した。「軍用地四原則」を簡潔に述べると以下の項目になる。
- 地代一括払い反対
- 適正補償
- 損害賠償
- 新たな土地接収反対

琉球政府は、行政主席の比嘉秀平とその秘書、大山朝常を含む立法院議員3人、軍用土地連合会の会長であった桑江朝幸からなる6人の代表団をアメリカ本土に派遣し、直接掛け合うことになった。しかし、アメリカ政府が調査団を派遣することが決まっただけで、特に大きな成果をあげることはできなかった。
1955年、軍用地問題を調査するためアメリカ政府は沖縄にプライス調査団を派遣した。1956年6月に、プライス調査団は地代の一括払いを勧告した。しかし、これが契機となって沖縄の56市町村で「反プライス勧告」の住民集会が開かれるなど、島ぐるみ闘争と呼ばれる大きな住民運動に発展した。このため、アメリカ政府は地代の一括払いを撤回し、軍用地使用料の引き上げで幕引きを図った。
このとき琉球政府の派遣した代表団は「全員地代一括支払い反対」で統一されていたと公式文書では示されているが、大山はこれを否定し、「自分以外は賛成であった」としている。1956年3月には第3回立法院議員総選挙が行われた。この選挙で大山は、自分自身を除く他の代表が「地代一括払い」について賛成したことを暴露した。この選挙で大山は、有力な対立候補であった民主党の桑江朝幸を破り当選した。この暴露が大山に優位に働いたと主張する論がある。一方で、選挙戦全般では保守系の民主党に追い風があったなかで、大山が当選を果たしたのは、中小土地所有農民の意向が反映された結果だとする論もある。

#### 基地の街

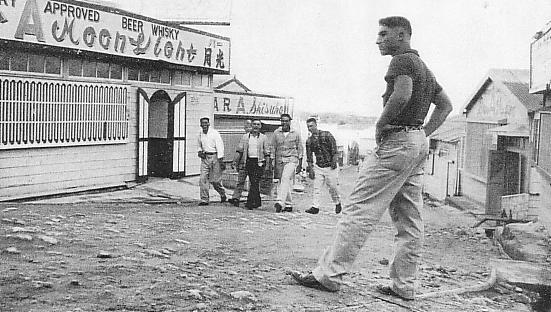
1955年ごろのコザ八重島地区

大山は、自身の生まれ育ったコザ市について「アメリカ軍の基地の街というのは、アメリカ兵とその女の街ということ」、「三百人のホステスたちが米兵相手に商売する『キチガイ（基地街）』ができ、コザ市のシンボルにまでなってしまった」と述べている。実際、基地周辺は米兵相手の売春が公然と行われていた。コザが基地の歓楽街となってしまったことについて、大山は、1949年ごろに胡坐村の八重島地区の弾薬庫が返還された際に、行政側で米兵の一般婦女子への性暴力を減らすため、特飲街の建設構想が持ち上がった際に反対したとを述べている。しかし、1950年、八重島に特飲街ができあがった。
一方で、住民の方も街で稼げるだけ稼いだら、他の地に安住を求めて移ろうというものが多く、そのため家も粗末なバラックで、荒んだ状態であった。

### コザ市政

#### 市政の運営
コザ市は、市域の約70%が嘉手納基地を中心とする軍用地が占めた。米軍基地は地代収入、雇用機会、生産サービス需要といった経済的恩恵をもたらした。その一方で、アメリカ軍が米兵の歓楽街への立ち入りを禁止（オフリミッツ）を行うと途端に、業者の倒産や移転が起こり、街が一気に荒廃するということが起こった。
市長となった大山は市政について本土で学ぶ必要を痛感し、自治省に依頼して習志野市長であった白鳥義三郎の紹介を受けた。白鳥からは「基盤の固まっていない新興都市は都市計画をしっかりしておかなければならない」とアドバイスを受けた。
大山の実際市政運営は徹底的な合理化で臨んだ。大山は「（公共工事は）安あがりをねらって、工事設計書を作っても請け負いには出さず、よく直営工事をした。担当職員が資材受払簿もつくり、人夫も配置するやり方を多々とった」と語っている。
また米軍からの援助も徹底的に活用し、「私は土木工事用の高価な機械、自動車、消防用車など機材や消耗品その他、暴風雨被害のための廃材、スクラップなど、とにかく採算が取れて金になるもの、あるいは何かの交換材になるものは、チリかアクタも軍から貰い受けた」と回顧している。そして自らを「コザ市のための高等乞食」と称した。

#### アメリカ民政府との関係
大山は、「基地経済からの脱却」「基地の撤去」を掲げる一方で、コザ市の発展のためには米軍から最大限の援助を引き出す努力を惜しまず、大山には「反米」と「親米」の両義的な部分があった。この態度について大山は「（補助金や支援は）米国民の税金であり、日本国民の税金であるが、その金の多くは沖縄から搾取した金である。それを取り返すことを沖縄の為政者は絶えず心すべきある」と説明している。
1961年、琉球列島高等弁務官として着任したポール・W・キャラウェイは「沖縄の自治は神話にすぎない」として、あらゆることに干渉し、高圧的な施策を行って、いわゆる「キャラウェイ旋風」を巻き起こした。大山はキャラウェイ旋風について「キャラウェイ将軍でないとできない芸当かもしれない。沖縄もこの時、大分反省し清潔になったと思う」と好意的な評価を下している。

## 人物

### 沖縄戦
大山朝常の子供たちも軍に動員された。長女は昭和高等女学校卒業後に特志従軍看護婦となった。沖縄県立第一中学校（現：沖縄県立首里高等学校）の3年生であった長男は鉄血勤皇隊に入った。沖縄県立第二中学校（現：沖縄県立那覇高等学校）の2年生であった次男は第二中学校通信隊暗号班に加わった。長女と長男は、いつ、どこで、どのように死亡したのか不明のまま。次男は手榴弾を使って自決した。また途中まで行動を共にしていた大山の母親と兄は餓死している。
沖縄戦時、大山は越来村青年学校の校長であった。当時、青年学校の生徒は600人いたが、全員が義勇隊として動員された。その内、約半数が戦死した。戦後、青年学校の慰霊祭に参加したとき、「自分だけしゃあしゃあと生き残りやがって！」と罵声を浴びた。以後、慰霊祭には参加しなくなった。
「戦前の軍国教育に無批判に手を貸したことについては弁解は許されない。そのことだけは忘れず戦後を生きてきた」と語り、沖縄戦の体験が戦後を生きる原点になったとしている。

### 几帳面な性格
大山をよく知る人たちは、口をそろえたように、大山は「几帳面」で「時間励行の人」であったと回顧している。また「メモ魔」でもあった。
コザ市長時代は、一般職員より1時間前に登庁し、1時間遅くまで残業した後に退庁し、少なくとも2期8年間は無遅刻、無早退、無欠勤であった。沖縄人は時間にルーズな面があり、その悪習は当時の市職員の間にも蔓延していた。しかし大山が「時間励行」を率先垂範したことによって、市職員もあったこの悪習が徐々にではあるが自ら改めるようになった。
また几帳面な性格は、アメリカ軍やアメリカ民政府との交渉にも生かされた。大山はアメリカ人との交渉についてメモを丁寧に取り、「米人はメモに弱いし、メモをとると慎重に責任ある回答をする」と述べている。また、「米国のよくいう人道主義、米国はキリスト教国であるのでそのバイブル、その他、米国人の口にする思想信条の名文句を私は勉強し、メモを丹念に記した。そして米軍側との折衝の折、彼らから学びとった名文句で彼らを賞賛するとともに彼らを攻撃する材料にもした」とも回顧している。

## 評価

### コザ市政
大山の死去に接し、地元新聞の沖縄タイムスは「現在の沖縄市の基礎を築いた」「米軍政下で基地の街としてのさまざまな問題を抱えながら道路や上下水道、区画整理事業などの施策を展開した」と評した。
コザ市長時代の大山は「基地依存経済からの脱却」を掲げながらも、都市インフラの建設・整備に力点が置かれて展開した。要するに大山市政は「箱物行政」そのものであった。しかし、眼に見える箱物行政で実績を挙げたことで、4期16年の支持を受けたともいえた。保守系の政治基盤であった米軍基地関連の業者であっても、時には大山の政治手腕に期待した。
政争が起こりやすく自治体の首長がころころ変わる沖縄にあって、大山は沖縄選挙史上、初の連続3選された首長であった。また4期目を目指す1970年の市長選挙では保守陣営から対立候補の擁立が見送られたため、無投票での再選となった。
このように革新派の市長でありながら、保守派とも手を結ぶ手法については、他の革新派からしばしば批判された。大山がコザ市長退任後、参議院への出馬を検討したとき、やはり革新政党から保守系の人々との関係が批判され、出馬を見送ることになった。具体的には笹川良一との関係があった。このことについて、大山の孫である玉城満は「（国政への進出は）大学をコザに誘致するためです。沖縄ではそういう多面的な顔がないと、（政治家として）やっていけない」と証言している。

### アメリカ民政府の公文書
コザ市長時代の大山は、米軍との関係を損ねることなく、市政を運営する必要があった。しかし、時として公然と米軍批判を展開する態度をとることがあった。このような態度をとる大山を、アメリカ軍やアメリカ民政府はどう見ていたのか。大阪市立大学教授の山崎孝史は、科学研究費助成事業(課題番号：17520545)で、アメリカ国立公文書館と沖縄県公文書館に収蔵されているアメリカ民政府の公文書からアメリカ民政府が大山に対してどのように対応していたかを調査した。
山崎孝史の研究によると、アメリカ民政府渉外局には大山の「反米」言動を報告する文書がいくつかあり、大山の言動を監視していた。一部には大山市政と対立する桑江朝幸など琉球民主党の陣営からの報告が含まれていた。アメリカ民政府は、大山に対して再三警告を与えていた。またアメリカ民政府は、不要となった軍物資の譲渡に関しても、譲渡先の自治体ないし組織関係者の政治的指向性（反米か親米か）が検討され、民政府渉外局はアメリカ軍に批判的な場合に関しては、支援を成約する方針があったと推定されている。
アメリカ民政府の圧力にもかかわらず、大山は1966年にコザ市長に3選された。しかしアメリカ民政府の大山市政への圧力は弱まることがなく、可能な限り大山市政に対する市民の信用を損ね、親米勢力の伸長を画策していた。

### 沖縄独立論
大山は1997年、日本からの独立を主張した著書である『沖縄独立宣言』を出版した。これは占領下で一貫して日本本土復帰論者であった大山が、沖縄独立論者へ思想を転向したことになる。この思想転換について大山はインタビューの中で「たしかに内容が矛盾していると笑う人がいました」、「あくまで夢の実現への手段として、やっぱり最終的にめざすべきところは独立です。しかしそれへのステップとして、一応は日本に帰る。（中略）米軍政の圧政から開放される現実的なひとつの手段として復帰運動に全力を尽くしたのです」と述べている。
大山が沖縄独立論に舵を切った契機として、1995年に発生した沖縄米兵少女暴行事件が大きかったと推測される。大山は自著で、米軍占領下から復帰後も連綿と続いてきた数々のアメリカ兵による事件があり、なかには事件化すらしない件あったとした上で、「日本もアメリカも、この沖縄に住む人間を、犬や猫並みにしか見ていないことの証し」とした。
大山が沖縄独立論を唱えだした時期について、大山の孫である玉城満は「（大山が独立論を唱え始めたのは）90歳前後だったと思います」と、ノンフィクション作家の佐野眞一のインタビューに証言している。そして自身が独立論を展開したときに「戦時中は君たち教職員が教え子を戦争に煽り、戦後は復帰運動をやって、今度は独立論か」とカミソリ入りの脅迫状がきたことを明かしている。玉城は大山が独立論に傾倒した理由について「行政畑に長くいたから、本土の『コブツキ』の現実を見てしまったことが大きかったんじゃないかと思うんです。本土に復帰して沖縄にかなりの予算が投入されたけど、沖縄にはほとんど銭が落ちなくて、予算の大半は沖縄を素通りして本土に持って行かれる。ステーキは食わせてもらえず、飴玉ばかりしゃぶらされている。そういう現実をいやというほど見せられてきたから、考え方も変わってきたんじゃないでしょうか」と推測した。
東洋大学教授などを務めた社会学者の佐藤俊一は、大山の沖縄独立論について「大山の『沖縄独立宣言』は、彼の政治経歴からしても、パロディとしてかたづけるわけにはいかない」とした上で、「大山の場合は宣言どまりで独立に向けた構想などの提起はみられない」と論じている。

## 著書
- 『沖縄独立宣言』 現代書林 1997 ISBN 978-487620935-4
- 『愛ひとすじに : 大山光伝』 1990 （自費出版）
- 『大山朝常のあしあと』 うるま通信社 1977